# Julio Luna (football)
Pour les articles homonymes, voir Julio Luna et Portal.
Julio César Luna Portal, né le 20 décembre 1950 à Lima au Pérou, est un footballeur péruvien qui jouait au poste de défenseur. 

## Biographie

### Carrière en club
Julio Luna commence sa carrière au sein de l'Universitario de Deportes en 1969. Sacré à deux reprises champion du Pérou avec ce club en 1969 et 1971,, il dispute trois éditions d'affilée de la Copa Libertadores en 1970, 1971 et 1972 (finaliste de ce dernier tournoi) jouant un total de 25 matchs .
Entre 1976 et 1980, il joue pour l'Atlético Chalaco. Vice-champion du Pérou en 1979, il participe à l'édition 1980 de la Copa Libertadores (quatre matchs disputés).

### Carrière en équipe nationale
International péruvien, Julio Luna compte 11 sélections entre 1972 et 1973. Il dispute notamment la Coupe de l'Indépendance au Brésil en 1972, suivie des éliminatoires de la Coupe du monde 1974 (deux matchs face au Chili).

## Palmarès
Universitario de Deportes
- Championnat du Pérou (2) :
  - Champion : 1969 et 1971.
- Copa Libertadores :
  - Finaliste : 1972.